# L'Homme qui était arrivé trop tôt
L’Homme qui était arrivé trop tôt est une nouvelle de Poul Anderson, parue sous le titre The Man Who Came Early, initialement publiée dans The Magazine of Fantasy & Science Fiction no 61, juin 1956.

## Publications

### Publications aux États-Unis
La nouvelle est parue dans une dizaine d'anthologies depuis 1956.
Elle figure notamment dans l'anthologie The Best Time Travel Stories of the 20th Century (2005).

### Publications en Allemagne
La nouvelle est parue dans :
- 20 Science Fiction Stories, 1963, Heyne-Anthologien #2 :
- Die Fünfziger Jahre II, avril 1982, éd. Hans Joachim Alpers, Werner Fuchs, publ. Hohenheim :
- Das Horn der Zeit, 1970, Heyne Science Fiction & Fantasy.

### Publications en France
La nouvelle a été traduite de l’anglais par Bruno Martin, et a été publiée en français dans le recueil Histoires de voyages dans le temps en 1975 (première édition) puis en 1987 (seconde édition).

### Publications en Italie
La nouvelle est parue dans Urania #423, février 1966, éd. Carlo Fruttero, Franco Lucentini, publ. Arnoldo Mondadori Editore.

## Résumé
Le narrateur est Ospak Ulfsson, un Islandais qui vit vers l'an mille, et qui raconte à un prêtre en train d'évangéliser l'Islande une étrange série d'événements survenus cinq ans auparavant.
Ce jour-là, alors que la famille, composée de sa femme Ragnild, de sa fille Thorgunna, de son fils Helgi et de lui-même, travaillait dans les champs, on a vu apparaître, dans un éclair, un homme habillé de manière bizarre, en gris-kaki, avec un sigle romain (MP) sur sa chemise, et à la taille un ceinturon contenant une « petite massue en métal ». Cet homme, complètement hagard, semblait avoir reçu la foudre sur la tête.
Après avoir repris ses esprits, l'homme est venu vers eux et leur a demandé si les Russes avaient attaqué avec la « bombache » et si la guerre avait été déclarée. Puis il a posé des questions idiotes : où était-on, à quelle époque était-on, a-t-on entendu parler de la « base » des « étazunis », bref des choses sans queue ni tête. Au bout d'un moment, il est tombé comme abattu, et a expliqué qu'il venait de 1 000 ans dans le futur, à un moment où un peuple appelé « américains » avait envoyé des soldats en Islande pour défendre l'île contre les « Russes ». Évidemment, cet homme avait complètement perdu l'esprit ! 
La famille l'emmèna à la maison, où on lui donna à manger, à boire, ainsi que des habits. L'inconnu raconta alors, sur un ton convaincu, les us et coutumes de son pays. C'était très étrange : il parlait de petits engins permettant de se parler d'un bout à l'autre du pays, de machines pouvant aller plus vite que les chevaux, ou navires capables de voler comme des oiseaux. Il évoquait aussi des maisons composées de dizaines d'étages empilés les uns sur les autres.
Le lendemain, les Islandais essayaient de savoir ce que l'inconnu, qui avait déclaré s'appeler Gerald, était capable de faire. Il pouvait, avec de petits bâtonnets contenant du rouge à leur bout, allumer du feu. Il pouvait aussi tuer un cheval avec sa petite massue en métal en lui envoyant une bille dans la tête. En revanche il ne connaissait rien aux travaux de la ferme, ne connaissait rien aux vaches et aux cochons, et lorsqu'il a voulu travailler le métal, il a démoli deux têtes de javelot et causé un incendie. Il avait certes des idées pour créer des navires plus gros et capables d'aller loin sur les mers, mais cela ne correspondait pas aux besoins des islandais, qui avaient besoin de petits navires, légers et maniables. Bref, non seulement cet homme était fou, mais au surplus était un incapable. Cela n'aurait pas été un grand mal si Thorgunna n'était pas en train de tomber amoureuse de ce Gerald, au grand dam des prétendants, et notamment de Ketill.
Ketill, justement, prit en grippe Gerald et lui lança des phrases offensantes (le traitant de poète paresseux et d'homme vivant aux crochets d'honnêtes fermiers), auxquelles Gerald était obligé de répliquer, faute de quoi il aurait perdu son honneur (et l'affection grandissante de Thorgunna). Le combat entre les deux hommes commença, au détriment de Gerald, qui en fait ne savait pas se battre. Ketill venait de lui trancher la main gauche avec son sabre, lorsque Gerald prit son arme à feu et le tua net. Hjalmar, le père de Ketill, qui était aussi ami et associé d'Ospak Ulfsson, demanda alors le droit de se venger ou du moins d'obtenir le « prix du sang ». Ospak commença à proposer à Hjalmar de l'indemniser, mais Hjalmar refusa : Gerald devait payer des sous d'or pour la mort de son fils. Or Gerald, n'ayant pas d'argent, était dans l'incapacité de payer. Au grand désespoir de Thorgunna, il s'enfuit donc prestement, sa blessure même pas soignée.
Il trouva refuge dans les environs, mais son ignorance des règles islandaises de vie en société causa sa perte : au lieu de dire immédiatement la vérité et d'attendre la fin du courroux des dieux, il était resté mutique, espérant peut-être avoir le temps de se rendre en Irlande, mais devenant par là-même un homme hors-la-loi. Traqué pendant plusieurs jours, il s'était défendu âprement avec son arme à feu, mais avait finalement été tué. Son corps avait été enterré.
Le dernier paragraphe de la nouvelle est le suivant :

« Et voici mon récit, prêtre, tel que je l'ai vu et entendu. La plupart des hommes croient que Gerald Samsson était fol, mais moi je crois qu'il nous venait bien du temps futur et que sa perte est venue de ce que nul homme ne peut faire mûrir les épis avant l'époque de la moisson. Pourtant, il m'arrive de penser à l'avenir, dans un millier d'années, quand ils voleront dans les airs et conduiront leurs chars sans chevaux, et détruiront des villes entières d'un seul coup. Je pense à notre Islande de ce temps, et aux jeunes hommes des États-Unis qui y viendront pour nous défendre en une année où la fin du monde menacera, toute proche. Peut-être que quelques-uns d'entre eux, se promenant par la lande, verront ce tumulus et se demanderont quel guerrier d'antan y gît enterré, et peut-être aussi souhaiteront-ils avoir vécu en ces temps reculés du passé où il vivait lui-même, et où les hommes vivaient libres. »

## Préface
Le recueil Histoires de voyages dans le temps est précédé d'une préface générale ; de surcroît chacune des nouvelles bénéficie d'une préface individuelle.
Dans sa préface à la nouvelle, Jacques Goimard explique qu'à son avis, « (…) nous croyons dur comme fer à ce texte ; nous le trouvons même parfaitement démystifiant (…). Puisqu'un voyageur de notre temps, pour la première fois de ce volume, se trouve en contact physique avec un passé reculé, il n'est pas mauvais d'échapper d'emblée à la mythologie des romans d'aventures et de voir que ce n'est pas si facile. Anderson, qui est un authentique historien, a trouvé à notre avis les mots qu'il fallait pour le dire » (p. 165).

## Remarque sur la présence américaine en Islande

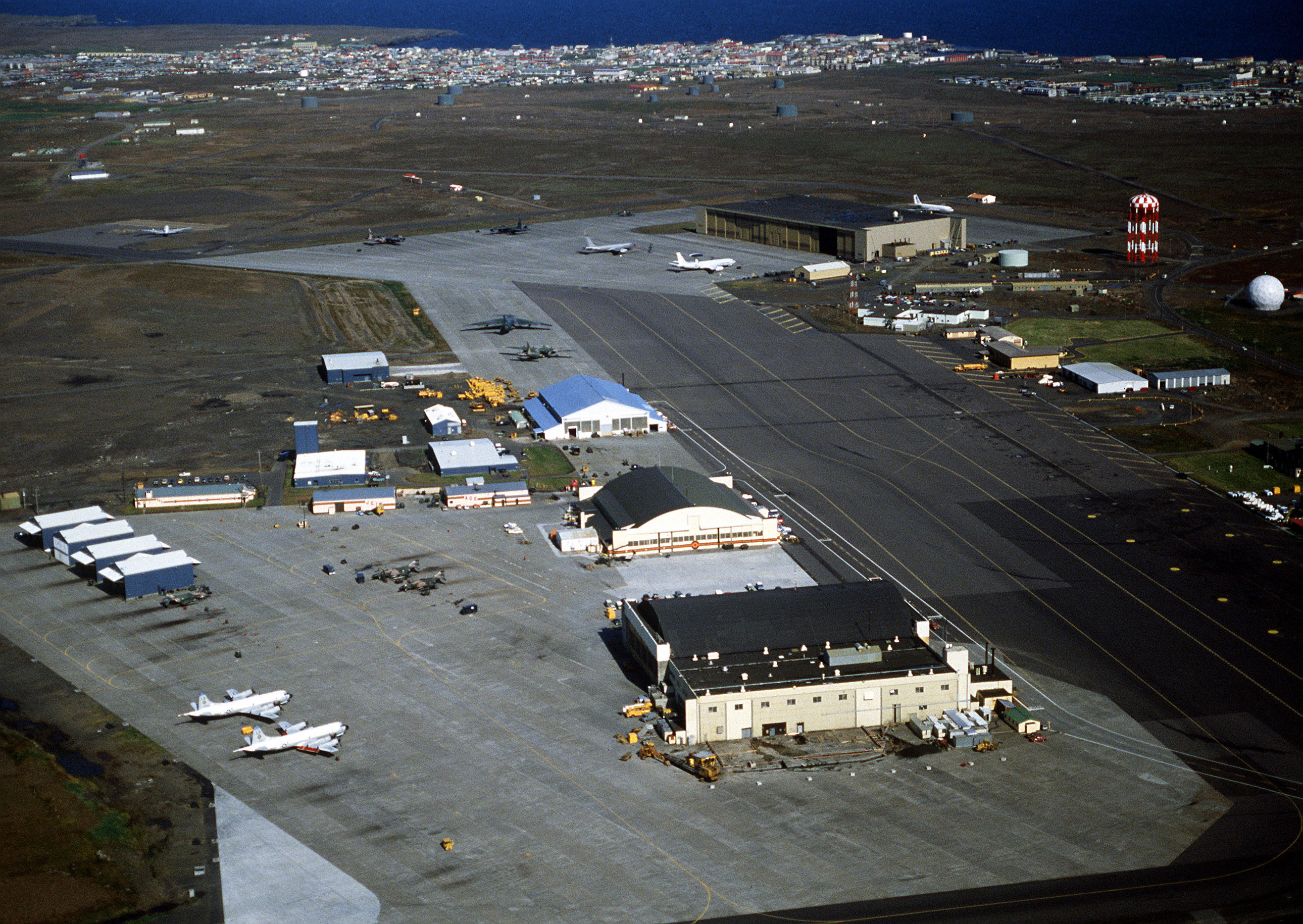
La base de l'OTAN à Keflavik en 1982

Dès le début de la Seconde Guerre mondiale, en mai 1940, à la suite de l'invasion du Danemark par les troupes nazies, les Britanniques envahissent l'Islande, théoriquement neutre, en raison de sa place géostratégique dans l'Atlantique Nord.
Les forces britanniques s’installent d’autorité près de Keflavík, à 45 kilomètres à l'ouest de la capitale, et dans le fjord de Hvalfjörður, site portuaire situé à 50 kilomètres au nord. Leurs effectifs atteignent 25 000 hommes pour une population d’environ 120 000 Islandais. 
Les premiers éléments de l’armée américaine arrivent, eux, en août 1941 et s'installent dans les bases britanniques. 
En 1951, pendant la Guerre de Corée, les États-Unis obtiennent la permission de faire stationner des troupes en Islande, mais cette fois sous la bannière de l’OTAN.
Jusqu'à la fin des années 1980, les États-Unis ont dépêché 3 000 hommes pour veiller à la sécurité de l'Islande, et leur présence s'est poursuivie jusqu'en 2006, date à laquelle le président américain a décidé de les retirer. La base de Keflavik est vide depuis le 30 septembre 2006 et ses 1 900 hommes ont regagné leur pays.